# Wilhelm Horn (Anglist)
Wilhelm Horn (* 6. Januar 1876 in Rehbach (Michelstadt); † 17. Mai 1952 in Berlin) war ein deutscher Anglist.

## Leben
Das vierte Kind des Landwirts und Schreiners Wilhelm Horn promovierte 1898 an der Universität Gießen. 1901 habilitierte er sich. Er wurde 1908 zum ordentlichen Professor in Gießen ernannt. 1932 wurde er an der Friedrich-Wilhelms-Universität zu Berlin auf den Lehrstuhl für englische Sprachgeschichte berufen.

## Schriften (Auswahl)
- Beiträge zur deutschen Lautlehre. Leipzig 1898.
- Sprachkörper und Sprachfunktion. Leipzig 1923, OCLC 910772212.
- Neue Wege der Sprachforschung. Marburg 1939, OCLC 895474478.
- Beiträge zur englischen Wortgeschichte. Mainz 1951, OCLC 309929761.